# وزارة المالية والائتمان العام (كولومبيا)
وزارة المالية والائتمان العام (بالإسبانية: Ministerio de Hacienda y Crédito Público)‏ هي الوزارة التنفيذية الوطنية لحكومة كولومبيا المسؤولة عن الشؤون المالية وشؤون الميزانية في البلاد بالإضافة إلى تنفيذ السياسات المالية التي أقرها الكونغرس، أي ما يعادل وزارات المالية في البلدان الأخرى.
تم إنشاء الوزارة في 18 يوليو 1923 من خلال دمج وزارتي المالية والخزانة الحاليتين. كما تنشط وزارة المالية والائتمان العام في تطوير سياسة الشمول المالي وهي عضو في التحالف من أجل الشمول المالي.
وزير المالية والائتمان العام الحالي هو، ريتشارد بونيلا، والذي استلم المنصب منذ 1 مايو 2023.